# AHL 1972/73
Die Saison 1972/73 war die 37. reguläre Saison der American Hockey League (AHL). Während der regulären Saison bestritten die zwölf Teams der Liga jeweils 76 Spiele. Die acht besten Mannschaften der AHL spielten anschließend in einer Play-off-Runde um den Calder Cup.

## Teamänderungen
Folgende Änderungen wurden vor Beginn der Saison vorgenommen:
- Die New Haven Nighthawks wurden als Expansionsteam in die Liga aufgenommen
- Die Cleveland Barons wurden während der laufenden Saison nach Jacksonville, Florida, umgesiedelt und spielten fortan unter dem Namen Jacksonville Barons
- Die Tidewater Wings änderten ihren Namen in Virginia Wings

## Reguläre Saison

### Abschlusstabellen
Abkürzungen: GP = Spiele, W = Siege, L = Niederlagen, T = Unentschieden, OTL = Niederlage nach Overtime, GF = Erzielte Tore, GA = Gegentore, Pts = Punkte

Erläuterungen: In Klammern befindet sich die Platzierung innerhalb der Conference;       = Playoff-Qualifikation,       = Division-Sieger,       = Conference-Sieger

#### Reguläre Saison
| East Division         | GP | W  | L  | T  | GF  | GA  | Pts |
| --------------------- | -- | -- | -- | -- | --- | --- | --- |
| Nova Scotia Voyageurs | 76 | 43 | 18 | 15 | 316 | 191 | 101 |
| Boston Braves         | 76 | 34 | 29 | 13 | 248 | 256 | 81  |
| Rochester Americans   | 76 | 33 | 31 | 12 | 239 | 276 | 78  |
| Providence Reds       | 76 | 32 | 30 | 14 | 253 | 255 | 78  |
| Springfield Kings     | 76 | 18 | 42 | 16 | 265 | 344 | 52  |
| New Haven Nighthawks  | 76 | 16 | 40 | 20 | 246 | 331 | 52  |

| West Division      | GP | W  | L  | T  | GF  | GA  | Pts |
| ------------------ | -- | -- | -- | -- | --- | --- | --- |
| Cincinnati Swords  | 76 | 54 | 17 | 5  | 351 | 206 | 113 |
| Hershey Bears      | 76 | 42 | 23 | 11 | 326 | 231 | 95  |
| Virginia Wings     | 76 | 38 | 22 | 16 | 258 | 221 | 92  |
| Richmond Robins    | 76 | 30 | 36 | 10 | 272 | 280 | 70  |
| Cleveland Barons   | 76 | 23 | 44 | 9  | 251 | 329 | 55  |
| Baltimore Clippers | 76 | 17 | 48 | 11 | 210 | 315 | 45  |

### Beste Scorer
Abkürzungen: GP = Spiele, G = Tore, A = Assists, Pts = Punkte, +/- = Plus/Minus, PIM = Strafminuten; Fett: Saisonbestwert
| Spieler           | Team                  | GP | G  | A  | Pts | PIM |
| ----------------- | --------------------- | -- | -- | -- | --- | --- |
| Yvon Lambert      | Nova Scotia Voyageurs | 76 | 52 | 52 | 104 | 84  |
| Tony Featherstone | Nova Scotia Voyageurs | 74 | 49 | 54 | 103 | 78  |
| Morris Stefaniw   | Nova Scotia Voyageurs | 64 | 30 | 71 | 101 | 80  |
| Bill Inglis       | Cincinnati Swords     | 75 | 40 | 57 | 97  | 29  |
| Jeannot Gilbert   | Hershey Bears         | 74 | 29 | 42 | 71  | 24  |
| René Drolet       | Richmond Robins       | 76 | 34 | 53 | 87  | 30  |
| Orest Kindrachuk  | Richmond Robins       | 72 | 35 | 51 | 86  | 133 |
| Rick Dudley       | Cincinnati Swords     | 64 | 40 | 44 | 84  | 159 |
| Danny Schock      | Richmond Robins       | 74 | 48 | 36 | 84  | 37  |

## Calder-Cup-Playoffs

### Modus
Für die Play-offs qualifizierten sich die acht besten Mannschaften der American Hockey League. In den ersten zwei Play-off-Runden wurden die Sieger der jeweiligen Divisions ausgespielt, wobei zunächst der Zweite gegen den Dritten spielte und anschließend der Sieger aus diesem Duell in Runde zwei gegen den Erstplatzierten der regulären Saison. In Runde drei trafen die beiden Division-Sieger im Finale aufeinander. Die ersten beiden Play-off-Runden sowie das Finale wurden im Modus Best-of-Seven ausgespielt.

### Play-off-Übersicht
| Division Halbfinale | Division Halbfinale   | Division Halbfinale |    |                       | Division Finale | Division Finale | Division Finale |  |  | Calder-Cup-Finale | Calder-Cup-Finale | Calder-Cup-Finale |
|                     |                       |                     |    |                       |                 |                 |                 |  |  |                   |                   |                   |
| E1                  | Nova Scotia Voyageurs | 4                   |    |                       |                 |                 |                 |  |  |                   |                   |                   |
| E4                  | Providence Reds       | 0                   |    |                       |                 |                 |                 |  |  |                   |                   |                   |
| E4                  | Providence Reds       | 0                   | E1 | Nova Scotia Voyageurs | 4               |                 |                 |  |  |                   |                   |                   |
| East Division       |                       |                     | E1 | Nova Scotia Voyageurs | 4               |                 |                 |  |  |                   |                   |                   |
|                     | E2                    | Boston Braves       | 0  |                       |                 |                 |                 |  |  |                   |                   |                   |
| E2                  | E2                    | Boston Braves       | 0  | Boston Braves         | 4               |                 |                 |  |  |                   |                   |                   |
| E2                  |                       |                     |    | Boston Braves         | 4               |                 |                 |  |  |                   |                   |                   |
| E3                  | Rochester Americans   | 2                   |    |                       |                 |                 |                 |  |  |                   |                   |                   |
| E3                  | Rochester Americans   | 2                   | E1 | Nova Scotia Voyageurs | 1               |                 |                 |  |  |                   |                   |                   |
|                     |                       |                     |    | Nova Scotia Voyageurs | 1               |                 |                 |  |  |                   |                   |                   |
|                     | W1                    | Cincinnati Swords   | 4  |                       |                 |                 |                 |  |  |                   |                   |                   |
| W1                  | W1                    | Cincinnati Swords   | 4  | Cincinnati Swords     | 4               |                 |                 |  |  |                   |                   |                   |
| W1                  |                       |                     |    | Cincinnati Swords     | 4               |                 |                 |  |  |                   |                   |                   |
| W4                  | Richmond Robins       | 0                   |    |                       |                 |                 |                 |  |  |                   |                   |                   |
| W4                  | Richmond Robins       | 0                   | W1 | Cincinnati Swords     | 4               |                 |                 |  |  |                   |                   |                   |
| West Division       |                       |                     | W1 | Cincinnati Swords     | 4               |                 |                 |  |  |                   |                   |                   |
|                     | W3                    | Virginia Wings      | 2  |                       |                 |                 |                 |  |  |                   |                   |                   |
| W2                  | W3                    | Virginia Wings      | 2  | Hershey Bears         | 3               |                 |                 |  |  |                   |                   |                   |
| W2                  |                       |                     |    | Hershey Bears         | 3               |                 |                 |  |  |                   |                   |                   |
| W3                  | Virginia Wings        | 4                   |    |                       |                 |                 |                 |  |  |                   |                   |                   |

### Calder-Cup-Sieger
| Calder-Cup-Sieger Cincinnati Swords | Torhüter: Gary Bromley, Rocky Farr Verteidiger: Don Brennan, Bill Hajt, Ray McKay, Hap Myers, Frank Richardson, Steve Richardson, Bob Richer Angreifer: Ron Busniuk, Rick Dudley, John Gould, Billy Inglis, Murray Kuntz, Jim Nichols, Jake Rathwell, Joe Robertson, Doug Rombough, Jack Surbey, Randy Wyrozub Cheftrainer: Floyd Smith General Manager: Fred Hunt |

## Vergebene Trophäen

### Mannschaftstrophäen
| Auszeichnung                                                            | Team                  |
| ----------------------------------------------------------------------- | --------------------- |
| Calder Cup Gewinner der AHL-Playoffs                                    | Cincinnati Swords     |
| F. G. „Teddy“ Oke Trophy Bestes Team der East Division, Reguläre Saison | Nova Scotia Voyageurs |
| John D. Chick Trophy Bestes Team der West Division, Reguläre Saison     | Cincinnati Swords     |

### Individuelle Trophäen
| Auszeichnung                                                                  | Spieler         | Team                  |
| ----------------------------------------------------------------------------- | --------------- | --------------------- |
| Les Cunningham Award MVP der regulären Saison                                 | Bill Inglis     | Cincinnati Swords     |
| John B. Sollenberger Trophy Bester Scorer                                     | Yvon Lambert    | Nova Scotia Voyageurs |
| Dudley „Red“ Garrett Memorial Award Bester Rookie                             | Ron Anderson    | Boston Braves         |
| Eddie Shore Award Bester Verteidiger                                          | Ray McKay       | Cincinnati Swords     |
| Harry „Hap“ Holmes Memorial Award Torhüter mit dem geringsten Gegentorschnitt | Michel Larocque | Nova Scotia Voyageurs |
| Harry „Hap“ Holmes Memorial Award Torhüter mit dem geringsten Gegentorschnitt | Michel Deguise  | Nova Scotia Voyageurs |
| Louis A. R. Pieri Memorial Award Bester Trainer                               | Floyd Smith     | Cincinnati Swords     |